# Tirolikum
Das Tirolikum ist eine tektonische Einheit der Nördlichen Kalkalpen.

## Etymologie
Das Tirolikum, auch als Tirolisches Deckensystem oder Tirolisch-Norisches Deckensystem bezeichnet, ist nach dem österreichischen Bundesland Tirol benannt.

## Erstbeschreibung
Der Begriff Tirolikum wurde erstmals im Jahr 1912 von F. F. Hahn in die geowissenschaftliche Literatur eingeführt.

## Definition

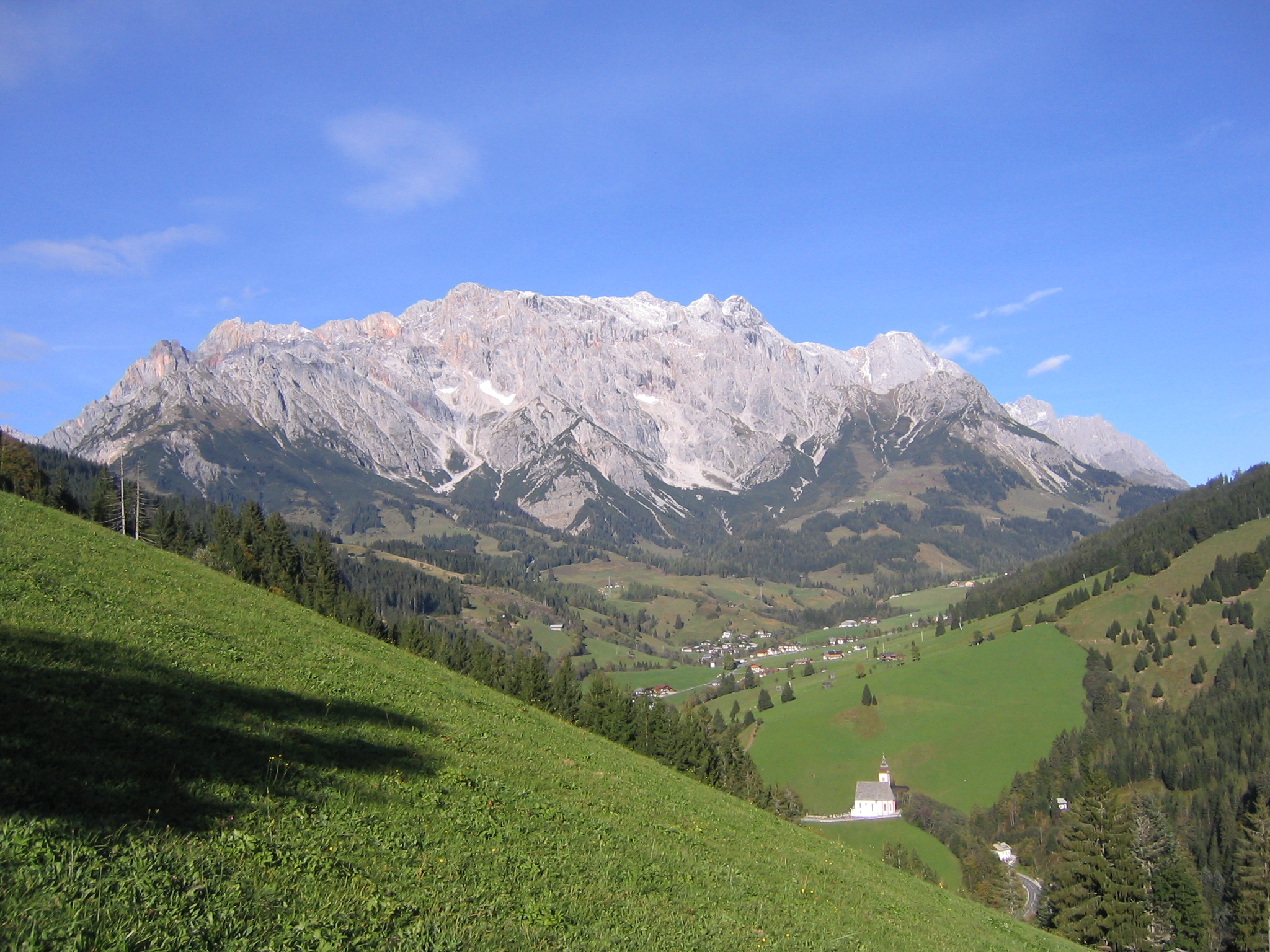
Das tirolische Massiv des 2941 Meter hohen Hochkönigs wird aus Ramsaudolomit und im Gipfelbereich aus Dachsteinkalk in Riffazies aufgebaut

In den zum Oberostalpin gehörenden Nördlichen Kalkalpen können eine Anzahl tektonischer Deckenbereiche unterschieden werden, denen teilweise auch bestimmte Schichtenfolgen zu eigen sind. Es werden drei Hauptdecken abgetrennt – das Bajuvarikum im Norden, gefolgt vom Tirolikum und dem Juvavikum weiter südlich. 
Insgesamt lassen die drei Deckensysteme eine zunehmende Vertiefung ihrer Sedimentfazies erkennen – vom flacheren Bajuvarikum über Tirolikum hin zu tieferem Juvavikum.

## Einführung
Die tektonische Entwicklung der Nördlichen Kalkalpen ging in drei größeren Abschnitten vor sich. Erste Deckenbewegungen in nordwestliche Richtung waren bereits während der Kimmerischen Phase im Oberjura (Oxfordium) erfolgt. Hierbei wurden ozeanisches Meliatikum und anschließend das Juvavische Deckensystem in Hallstätter als auch Dachsteinkalk-Fazies dem Südostrand des Tirolikums aufgeschoben. Im Zeitraum späte Unterkreide bis Oberes Eozän bildete sich sodann ein Nordwest-vergenter Deckenstapel aufgrund von transpressiven, rechtshändigen Scherbewegungen im orogenen Kollisionskeil des Ostalpins. Ab dem Cenomanium hatte das Tirolikum in der Eoalpinen Orogenese begonnen, den Südabschnitt des Bajuvarikums zu überfahren. Auf seinem Rücken wurden zwischen Turonium und Lutetium die syntektonischen Sedimente der Gosau-Gruppe abgelagert. Mit der Überschiebung des Bajuvarikums auf die Cenoman-Randschuppe und den Rhenodanubischen Flysch kam es schließlich zur Kontinentalkollision im Bartonium und Priabonium. Im Miozän streckte sich das Orogen und es wurden Krustenkeile in den zentralen Ostalpen nach Osten ausgepresst, wodurch die Scherbewegungen schließlich in ihr linkshändiges Gegenteil umschlugen. 
Innerhalb des kalkalpinen Deckenstapels lassen sich drei Überschiebungsbahnen erster Ordnung unterscheiden, welche sich fazieller Übergänge im Sedimentpaket und daraus entstehenden Kompetenzunterschieden bedienen. Die Innenarchitektur des Deckenstapels wurde hauptsächlich von bereits vorhandenen Störungen bestimmt.

## Vorkommen
Im Westabschnitt der Nördlichen Kalkalpen vertritt die Inntal-Decke das Tirolikum. Diese liegt als Überschiebung der Lechtal-Decke des Bajuvarikums auf. Von ihr westlich abgesetzt findet sich in vergleichbarer tektonischer Position die Krabachjoch-Decke nördlich vom Arlberg. Die Inntal-Decke reicht von der Ruitelspitze im Westen bis an den Inn im Osten. 
Im Zentralteil erscheint das Tirolikum als Staufen-Höllengebirgs-Decke, die schräg nach Nordost vordringt und das unterlagernde Bajuvarikum am Hochstaufen vollständig abschneidet. Weiter im Osten folgen dann auf die Höllengebirgs-Decke die Totengebirgs-Decke und die Warscheneck-Decke. Südlich der Weyerer Bögen endet dann der Tirolische Bogen. 
Nach kurzer Unterbrechung setzt sich das Tirolikum ab Gams im Ostabschnitt weiter fort und zieht als Unterberg-Decke und Göller Decke bis zum Abtauchen der Ostalpen unter das Wiener Becken bei Mödling. Der Unterberg-Decke lagert sich östlich des Ötschers noch die Reisalpen-Decke vor. Diese beiden Decken erreichen den Alpenoststrand jedoch nicht, da sie am Peilstein von der Göller Decke abgefangen werden.
Die Ost-West-Erstreckung des Tirolikums beträgt gut 500 Kilometer. Es erreicht an seiner breitesten Stelle entlang des Meridians von Salzburg (einschließlich der Werfener Schuppenzone) rund 50 Kilometer.

## Sedimentärer Inhalt
Das Tirolikum zeichnet sich durch folgende Schichtenfolge aus (vom Hangenden zum Liegenden):
- Gosau-Gruppe – Turonium bis Lutetium
- Branderfleck-Formation – Cenomanium bis Coniacium
- Tannheim-Formation bzw. Lech-Formation im Südwesten – Aptium bis Albium
- Rossfeld-Formation – Valanginium bis Aptium
- Schrambach-Formation – Berriasium bis Aptium
- Ammergau-Formation, Oberalm-Formation mit Barmsteinkalk und Plassenkalk – Kimmeridgium bis Berriasium
- Ruhpolding-Formation, Strubberg-Formation und Tauglboden-Formation – Oxfordium bis Kimmeridgium
- Allgäu-Formation und Rotkalk-Gruppe – Hettangium bis Oxfordium
- Kössen-Formation – Rhätium
- Hauptdolomit und Dachsteinkalk – Norium
- Raibler Schichten – Karnium
- Wettersteinkalk/Ramsaudolomit bzw. Partnach-Schichten – Ladinium
- Reichenhall-Formation – Anisium
- Alpiner Buntsandstein bzw. Werfener Schichten – Skythium
- Haselgebirge – Perm

Die Schichtfolge kann neben basalem Permoskyth selbst noch bis auf Altpaläozoikum herabreichen.

## Geodynamik
Geodynamisch wurde die Entwicklung des Tirolikums von drei Großereignissen akzentuiert. Bereits zu Beginn des Oxfordiums war als Reaktion auf die vorhergegangene Schließung des Meliata-Vardar-Ozeans mit einhergehenden Subduktionsbewegungen gen Südost das Meliatikum (mit Kalken, Radiolarit und kieselig-detritischer Tiefwasserfazies) auf die Strubberg-Formation am Südostrand aufgeschoben worden. Dem Meliatikum folgten etwas später im Oberen Oxfordium die juvavischen Decken sowohl in Hallstätter- als auch in Dachsteinkalkfazies. Das nächste bedeutende Ereignis fand im Unteren Barremium statt und sah die Remobilisation jurassisch einsedimentierten Juvavikums, welches teils olistolithisch in die Rossfeld-Formation einglitt und sich durch erhöhten, aus Ophiolithen stammenden Chromgehalt bemerkbar machte. Das Tirolisch-Norische Deckensystem wurde schließlich  an der Grenze Albium/Cenomanium von seinem Basement abgeschert und auf die Tannheim-/Losenstein- bzw. Lech-Formation des künftigen Bajuvarikums überschoben. Dieser bedeutende Deckenkontakt wurde jedoch ab dem Cenomanium durch die Branderfleck-Formation und in Folge durch die Gosau-Gruppe überdeckt. Nach Abschluss der vorgosauischen Bewegungen kam es ab dem Obercampan (vor zirka 75 Millionen Jahren) zu einer isostatischen Heraushebung des Ostalpins, dem weitverbreitete Erosion und ein Auftauchen, erkennbar an Karstbauxiten, bereits im Mittelturon vorausgegangen waren.
Der interne Deckenbau des Tirolikums erfolgte erst nachgosauisch im Lutetium. Neue Scherbahnen wurden angelegt, wobei im Südwesten sogar das unterlagernde Bajuvarikum miterfasst und erneut an die Oberfläche gebracht wurde. 